# 263516 Alexescu
263516 Alexescu este un asteroid descoperit de EURONEAR, la observatorul astronomic La Silla (Chile), la 13 martie 2006. Desemnarea provizorie a asteroidului este 2008 EW 144.
Asteroidul a primit numele astronomului român Matei Alexescu.

## Veziși
- Listă de corpuri cerești cu denumiri românești